# ISO 3166-2:MD
ISO 3166-2:MD — стандарт Міжнародної організації зі стандартизації, який визначає ГеоКод. Є частиною стандарту ISO 3166-2, що належать Молдові. Він охоплює одне автономне територіальне утворення, один регіон, три муніципії (міста) та тридцять два райони Молдови.

## Загальні відомості
Кожен геокод складається з двох частин: коду Alpha2 за стандартом ISO 3166-1 для Молдови — MD та додаткового дволітерного коду, записаних через дефіс. Додатковий дволітерний код утворений, як правило, співзвучно: абревіатурі англійської назви міст, районів. Геокоди міст, районів та територій Молдови є підмножиною коду домену верхнього рівня — MD, присвоєного Молодові відповідно до стандартів ISO 3166-1.

## Геокоди Молдови
Геокоди 3-х міст, 32-х районів, 1-го автономного територіального утворення та 1-го регіону адміністративно-територіального поділу Молдови.
| Геокод | Адміністративна одиниця | Статус                            |
| ------ | ----------------------- | --------------------------------- |
| MD-PR  | Кишинів                 | місто                             |
| MD-BD  | Бендери                 | місто                             |
| MD-BA  | Бєльці                  | місто                             |
| MD-GA  | Гагаузія                | автономне територіальне утворення |
| MD-SN  | Придністров'я           | територіальне утворення (регіон)  |
| MD-AN  | Аненій-Нойський         | район                             |
| MD-BS  | Бессарабський           | район                             |
| MD-BR  | Бричанський             | район                             |
| MD-HI  | Гинчештський            | район                             |
| MD-GL  | Ґлоденський             | район                             |
| MD-DO  | Дондушенський           | район                             |
| MD-DR  | Дрокійський             | район                             |
| MD-DU  | Дубесарський            | район                             |
| MD-ED  | Єдинецький              | район                             |
| MD-CA  | Кагульський             | район                             |
| MD-CL  | Калараський             | район                             |
| MD-CT  | Кантемірський           | район                             |
| MD-CS  | Каушенський             | район                             |
| MD-CR  | Кріуленський            | район                             |
| MD-LE  | Леовський               | район                             |
| MD-NI  | Ніспоренський           | район                             |
| MD-OC  | Окницький               | район                             |
| MD-OR  | Оргіївський             | район                             |
| MD-RE  | Резинський              | район                             |
| MD-RI  | Ришканський             | район                             |
| MD-SI  | Синжерейський           | район                             |
| MD-SO  | Сороцький               | район                             |
| MD-ST  | Страшенський            | район                             |
| MD-TA  | Тараклійський           | район                             |
| MD-TE  | Теленештський           | район                             |
| MD-UN  | Унґенський              | район                             |
| MD-FA  | Фалештський             | район                             |
| MD-FL  | Флорештський            | район                             |
| MD-CM  | Чимішлійський           | район                             |
| MD-SD  | Шолданештський          | район                             |
| MD-SV  | Штефан-Водський         | район                             |
| MD-IA  | Яловенський             | район                             |

## Геокоди прикордонних для Молдови держав
- Україна — ISO 3166-2:UA (на півночі, північному сході та південному сході),
- Румунія — ISO 3166-2:RO (на заході та південному заході).